# Jan Verfaillie
Jan Verfaillie (Veurne, 8 oktober 1972) is een Belgische politicus voor de CD&V.

## Biografie
Verfaillie behaalde in 1993 een graduaat in boekhouden aan het Provinciaal Instituut voor Hoger Onderwijs (PIHO) in Gent, in 1996 een licentie in de toegepaste economische wetenschappen aan de Vrije Universiteit Brussel en in 1997 een bijzondere licentie in financieel management aan de Facultés universitaires Notre-Dame de la Paix in Namen. Van 1997 tot 2001 was hij werkzaam als projectontwikkelaar voor de West-Vlaamse Intercommunale WVI in Brugge. Sinds 2013 is hij samen met zijn echtgenote zaakvoerder van een vastgoedkantoor van Immovlan in Veurne.
In oktober 1994 werd Verfaillie voor de toenmalige CVP verkozen tot gemeenteraadslid van Veurne. Toen Verfaillie in november 1998 als opvolger van Cyriel Marchand burgemeester van Veurne werd, was hij als 26-jarige de jongste burgemeester van Vlaanderen. Hij werd herverkozen in 2000 en in 2006. Bij de gemeenteraadsverkiezingen in 2012 trok hij opnieuw de CD&V-lijst. CD&V verloor echter fors en moest de sjerp aan Peter Roose (VEURNE PLUS/sp.a) laten. CD&V bleef wel in de coalitie, waarin Verfaillie in januari 2013 schepen van Financiën, Patrimoniumbeleid en Internationale Samenwerking werd. Ook na de gemeenteraadsverkiezingen van oktober 2018 bleef hij schepen, met de bevoegdheden Financiën, Bedrijfsleven en Dierenwelzijn. Na de lokale verkiezingen van oktober 2024 belandde Verfaillie begin 2025 als gemeenteraadslid op de oppositiebanken.
Bovendien was hij van 2000 tot 2001 provincieraadslid van West-Vlaanderen. Begin oktober 2001 volgde Verfaillie Maria Tyberghien-Vandenbussche op als lid van het Vlaams Parlement voor de kieskring Veurne-Diksmuide-Ieper-Oostende. Ook na de volgende Vlaamse verkiezingen van 13 juni 2004 en van 7 juni 2009 bleef hij Vlaams volksvertegenwoordiger tot mei 2014. Bij de Vlaamse verkiezingen van mei 2014 werd hij niet herverkozen als Vlaams Parlementslid. Gedurende zijn loopbaan als parlementslid was Verfaillie van 2001 tot 2004 vast lid van de commissie Openbare Werken, Mobiliteit en Energie, zetelde hij van 2004 tot 2009 in de commissie Binnenlandse Aangelegenheden, Bestuurszaken en Institutionele en Bestuurlijke Hervorming en van 2007 tot 2009 in de commissie Leefmilieu, Natuur, Landbouw, Visserij, Plattelandsbeleid, Ruimtelijke Ordening en Onroerend Erfgoed en maakte hij van 2009 tot 2014 deel uit van de commissies Landbouw, Visserij en Plattelandsbeleid en Binnenlands Bestuur, Bestuurszaken, Inburgering en Toerisme. 
Eind 2014 stelde CD&V hem aan als regeringscommissaris bij het exportagentschap Flanders Investment and Trade (FIT). Omdat deze functie onverenigbaar bleek met zijn schepenambt, werd Verfaillie uiteindelijk bestuurder bij FIT, hetgeen hij bleef tot in 2020.